# Chaetosargus robustus
Chaetosargus robustus är en tvåvingeart som först beskrevs av Brauer 1882.  Chaetosargus robustus ingår i släktet Chaetosargus och familjen vapenflugor. Inga underarter finns listade i Catalogue of Life.